# Skyline (película de 2010)
Skyline (Skyline en España, Skyline: La invasión en Hispanoamérica) es una película de ciencia ficción y suspense de 2010, sobre una invasión alienígena, dirigida y producida por los hermanos Strause. El film se estrenó el 12 de noviembre de 2010. Sus protagonistas son Eric Balfour, Scottie Thompson, Donald Faison, David Zayas y Brittany Daniel. En 2017 se lanzó la secuela Skyline 2: Beyond.
Según el tráiler oficial de la película, el argumento de la misma se basa en un mensaje codificado que la NASA habría enviado el 28 de agosto de 2009 a las profundidades del espacio para que pueda ser captado por algún tipo de vida extraterrestre. La película deja abierta la posibilidad de que la invasión alienígena subsiguiente que sufre la Tierra sea consecuencia de la recepción de dicho mensaje por malévolos seres de otro planeta que buscan despertar, a través de la extracción de cerebros humanos, a las criaturas que viajan a modo de hibernación en sus naves espaciales.

## Argumento
En Los Ángeles, California, unas bolas de luces azules caen del cielo. En un apartamento, una pareja está durmiendo, Jarrod (Eric Balfour) e Elaine (Scottie Thompson). Elaine se despierta y va al baño a vomitar. Regresa a la cama y Jarrod se levanta para ver el resplandor azul, pero se oye un grito y sale a la sala y mira las luces y le aparecen venas extrañas saltadas en su cara y hombros y sus ojos están de un color lechoso... 15 horas antes, Jarrod y Elaine están en un avión en el aeropuerto y Jarrod esta emocionado por ver a su mejor amigo, Terry.  Terry (Donald Faison) conduce su Ferrari a su apartamento, y sube a su habitación, donde esta su hermosa novia Candice (Brittany Daniel) y su guapa asistente, Denise (Crystal Reed). Terry besa a Candice pero esta le comenta que está sudado. Candice le pregunta a Terry por qué Denise está ahí y Terry le dice que está trabajando, tras lo cual toma una ducha y hablan de que es el cumpleaños de Terry. Mientras, en el aeropuerto, Jarrod y Elaine toman la limusina de Terry y llegan a los apartamentos, donde Terry los recibe y deciden ir a la piscina. Candice le pide una bebida a Terry y Terry y Jarrod van al bar, regresan a la piscina con Elaine, Candice y Denise. Mientras tanto, cuatro helicópteros sobrevuelan la zona. Durante la fiesta, ya entrada la noche, Jarrod conoce a un empleado amigo de Terry, Ray, que le desvela sin querer las intenciones de Terry de traerlo a L.A. Elaine se molesta y Jarrod va tras ella y le dice que no sabía nada, pero Elaine revela  que está embarazada y Jarrod se sorprende. Denise sale de la habitación de al lado seguida por Terry, quien los mira con timidez y se va y Elaine le dice a Jarrod que eso les espera. En la sala de estar, Ray con el telescopio espía a dos hombres teniendo relaciones y todos en la fiesta se ríen por la sorpresa y el Gerente Oliver toca a la puerta y le dice a Candice que la gente se queja por el ruido, a lo cual Candice le responde que la mitad del edificio esta vacío y Oliver dice que la otra mitad quiere dormir y se va. La fiesta ha terminado y Denise duerme en el sofá, Ray se le acerca pero Denise lo empuja y Ray duerme en el suelo 
DÍA 1. A las 4:27 AM caen del cielo unas luces azules que hipnotizan y atraen a cualquiera que las ve. Ray se despierta por una luz, sale a ver y se llena de venas y desaparece, y Denise grita. Jarrod sale a ver y también es atraído por las luces mientras Denise y Terry tratan de detenerlo. Terry y Candice quieren saber qué pasó y Terry pregunta dónde está Ray y Denise les dice pero no le creen del todo. Después amanece y Terry dice que abra las persianas, Denise se niega y Terry se asoma y ve que algo baja, un alienígena. Jarrod se asoma y ve gente en las azoteas por lo que deciden investigar. Terry toma una pistola y Jarrod su cámara y salen del piso y ven a su vecino Walt con su perro y Terry le dice a Walt que se esconda. Afuera no se oía ruido cuando suben a la azotea, pero Jarrod deja cerrarse la puerta que solo se abre desde adentro. Candice afirma que no había noticias desde las 4:00 AM (hora en la que cayeron las luces) y al encender la TV, pero no hay señal. Se oye un trueno y las luces vuelven a caer y Jarrod toma fotos. Entonces inmensas naves alienígenas aparecen en el cielo y las luces levantan a la gente llevándosela. Unos alienígenas parecidos a medusas voladoras llamadas Hydras salen de las naves y uno persigue a Jarrod y Terry y corren a la puerta cerrada y Elaine abre la puerta desde adentro y se expone a la luz del Hydra y Jarrod la salva. Jarrod, Terry y Elaine regresan al apartamento y Elaine se recupera. El grupo ve las fotos de Jarrod y Terry dice que buscará a Walt para irse. Terry encuentra a Walt en su apartamento, quien dice que vio que levantaban a la gente como en el día del juicio final y se niega a salir. Entonces, un alienígena, un Drone que parece ser un pulpo con muchos ojos y tentáculos que lleva luces al final de sus extremidades pasa por su ventana buscando seres humanos y Terry y Walt se esconden tras una mesa. El Drone entra y el perro de Walt ladra y sale corriendo, Walt va tras él y el Drone se lo lleva.   
Terry corre a su apartamento cogiendo las llaves del coche de Walt. Candice ve fotos de Terry y Denise besándose y mira con furia a Denise. Terry llega y les cuenta que revisarían el edificio, Jarrod tiene una charla con Terry y se abren automáticamente las persianas, pudiendo ver que los aliens siguen aspirando gente. Un Hydra pasa volando por la ventana y todos se esconden. Terry cierra las persianas y Candice está molesta con Terry y este le dice que hablarán luego. Terry les convence de ir al sótano para coger un coche e ir a su yate para escapar de allí, pero Elaine no quiere y Jarrod esta de acuerdo. Jarrod, Terry, Elaine, Candice y Denise bajan al estacionamiento y Candice toma las llaves del auto de Walt y le dice a Terry que se lleve a la zorra (Denise) y Candice, Jarrod y Elaine van en un auto y Terry y Denise en el Ferrari y Denise le dice a Terry que lo siente. Conducen y ven a una pareja de esposos discutiendo, Colín y Jen, también intentando huir del edificio. El Ferrari de Terry sale afuera pero un alienígena enorme, un Tanque, aplasta el Ferrari. No hay señales de Denise pero Terry escapa e intenta regresar al garage y Jarrod trata de ayudarlo pero el Tanque lo atrapa con sus tentáculos en la palma de su mano y se inserta a Terry en la mano. Huyen a otra puerta y otro alienígena, un Drone, sale y se lleva a Colin. Jen corre hacia Jarrod, Elaine y Candice y Jarrod ve la luz y es atraído, pero el Gerente Oliver en su SUV atropella al Drone. Jen encuentra a Colín aun vivo dentro del Drone y ella y Oliver tratan de sacar a Colín pero el Drone despierta y agarra la cabeza de Colín y extrae su cerebro que brilla en luz azul y el Drone se inserta el cerebro y se levanta. Candice, Jarrod, Elaine, Oliver y Jen escapan pero el Tanque los ve y lanza sus tentáculos y atrapa a Jen y Jen grita y el Tanque se la inserta en la mano. Otro Tanque aparece y Oliver, Candice, Jarrod y Elaine entran al edificio  y regresan al apartamento, y todos están tristes por Terry. Jarrod y Candice lloran mientras Oliver ve por el telescopio a los aliens y Candice fuma y Elaine se aleja y Oliver dice que deben estar juntos y Elaine le dice que no puede, el humo y Candice le dice que después de lo que pasó es razonable y Elaine dice que esta embarazada y le dice a Jarrod que no le pudo decir eso madre y Oliver critica a Jarrod por ser débil. Por la noche Jarrod y Oliver vigilaban para que descansen las mujeres (Elaine y Candice) y ven cómo una camioneta con hombres armados luchaba contra los aliens para escapar de la ciudad pero la camioneta es destruida.  
DÍA 2. Las naves se retiran dejando solo una nave, mientras Jarrod intenta convencer a todos de salir del edificio, pero Oliver le dice si ya olvidó lo que sucedió la última vez y Jarrod dice que lo harán en silencio. Candice dice que ya lo hablaron y Elaine dice que le dijo que era mala idea y Jarrod le pregunta si cree que Terry lo hubiera escuchado y Oliver dice que están juntos. Es entonces cuando la Fuerza Aéreas de los Estados Unidos lanzan un contraataque con tres X-47B y varios Mq-9 Reaper, pero solo un bombardero lanza un misil nuclear destruyendo a la nave. Mientras lo celebran, la nave comienza a autorepararse y muchos aliens comienzan a salir, por lo que Jarrod dice que hay que escapar.  
En eso, un helicóptero deja tres marines sobre una azotea, marchándose el helicóptero, por lo que Jarrod le dice a Elaine que tienen que huir con ellos, pero Oliver se entromete, le dice que se ha dado cuenta de cómo le han afectado las exposiciones a la luz azul, que le ha visto las marcas que tiene debajo de la camiseta. Jarrod pierde el control, lo levanta agarrándolo del cuello y dice que no dudará en proteger a su familia. Cuando se calma, convence a Elaine para salir y ambos huyen. Candice dice que él hará que mueran. Ella y Oliver aseguran sábanas sobre las ventanas mientras Jarrod toma un hacha saliendo a la azotea donde ven helicópteros yendo hacia un portaaviones y varios destructores y van hacia donde están los soldados. En ese momento Candice, mirando por un telescopio, se expone a la luz azul de un drone, que la atrae y se la come mientras Oliver mira con desesperación. Entonces le lanzan un cohete al drone, destruyéndolo, y en eso un helicóptero llega por Jarrod y Elaine, pero un tanque enorme atrapa al helicóptero por lo que un soldado le dispara y hace caer al tanque, pero el helicóptero es derribado con él. Se retiran y observan una batalla entre varios Raptor F-22 y aliens voladores, mientras se van, un drone los encuentra (a Jarrod y Elaine), lo mata Jarrod quitándole el cerebro, mientras Oliver espera en el apartamento a que llegue el  tanque y, cuando llega, se intenta llevarlo con él por una explosión de gas. Los soldados empiezan a dispararle al tanque pero los tira fuera del edificio y Oliver explota con el tanque. El drone al que le había quitado el cerebro a Jarrod se levanta atacando a Elaine, pero Jarrod ataca al alien con un ladrillo de hormigón y lo golpea hasta que lo mata, se levanta y van al andamio, pero el tanque que había atacado a Oliver lo destruye. Huyen y el tanque los encuentra, pero un Raptor F-22 le dispara, suben y un Raptor F-22 lo ataca y da la vuelta, al fondo se ven las naves, y el Raptor F-22 de nuevo ataca al tanque pero un hydra destruye el avión, que se lleva con él al tanque. Al final la nave llega y aspira a Jarrod y a Elaine, quienes se besan y al fondo los barcos navales se hunden y las otras naves levantan a los supervivientes. 
DÍA 3. Una cinemática muestra que otras ciudades como Nueva York, Londres, Hong Kong y Las Vegas han sido invadidas y la invasión no se detiene. En la nave Elaine está rodeada por cuerpos cubiertos de líquido negro mientras que busca a Jarrod y un tentáculo levanta a Jarrod y Jarrod queda sin cabeza y tratan de llevarse a Elaine pero una luz ve que está embarazada y es transportada a una cámara de embarazadas mientras que el cerebro de Jarrod, que brilla en luz roja es transportado a un alien parecido a un tanque pequeño. Ese alien parece tener la consciencia de Jarrod, y al oír el grito de Elaine, corre a salvarla a ella y a su hijo no nato. Consecutivamente Jarrod se enfrenta con el alien.

## Reparto
- Eric Balfour como Jarrod.
- Scottie Thompson como Elaine.
- Brittany Daniel como Candice.
- Crystal Reed como Denise.
- Donald Faison como Terry.
- David Zayas como Oliver.
- Neil Hopkins comp Ray.
- Tanya Newbould como Jen.
- J. Paul Boehmer como Colin.